# ريمي دي جورمونت
ريمي دي غورمونت (4 أبريل 1858 - 27 سبتمبر 1915) شاعر رمزي فرنسي ، روائي ، وناقد مؤثر. كان قد قرأ على نطاق واسع في عصره ، وكان له تأثير مهم على بليز سيندرار وجورج باتايل .  الإملاء Rémy de Gourmont غير صحيح ، وإن كان شائعًا ويستخدمه عزرا باوند في ترجمة أعماله.

## روابط خارجية
- ريمي دي جورمونت على موقع IMDb (الإنجليزية)
- ريمي دي جورمونت على موقع الموسوعة البريطانية (الإنجليزية)
- ريمي دي جورمونت على موقع ميوزك برينز (الإنجليزية)
- ريمي دي جورمونت على موقع إن إن دي بي (الإنجليزية)
- ريمي دي جورمونت على موقع ديسكوغز (الإنجليزية)